# معدن مس سرچشمه
بزرگترین ذخایر مس ایران
معدن مس سرچشمه کرمان  در فاصله 
40 کیلومتری شهرستان رفسنجان  قرار گرفته است. معدن مس سرچشمه یکی از بزرگ‌ترین مجتمع‌های صنعتی معدنی جهان محسوب می‌گردد و بزرگ‌ترین تولیدکننده مس ایران می‌باشد. ذخیره زمین‌شناسی معدن بالغ بر پنج میلیارد و دویست میلیون تن سنگ سولفوری با عیار متوسط ۰٬۷ درصد برآورد گردیده. در اکتشافات جدید ذخیره معادن مس سرچشمه تا چهار میلیارد تن سنگ سولفوری با عیار متوسط. 8. درصد برآورد شده است همچنین معدن سریدون رفسنجان که‌ فاز دوم معدن سرچشمه هست ذخایر بالغ بر 6 میلیارد تن ذخیره سنگ سولفوری با عیار 67/دارد که مجموع ذخایر مجتمع مس سرچشمه رفسنجان را بالغ بر 11 میلیارد تن ذخیره قطعی می‌رساند که حدود هفتاد درصد ذخایر مس ایران را شامل می‌شود معدن مس سرچشمه از دیدگاه زمین‌شناسی بر روی کمربند جهانی مس قرار داشته و پهنه گسترش آن از جنوب خاوری تا شمال باختری به صورت یک محدوده بیضوی با ابعاد ۲۳۰۰×۱۲۰۰ متر و ژرفای ۱۶۱۲ متر می‌باشد. کل ایران حدود چهاردرصد مس کل جهان را داراست. مس سرچشمه رفسنجان از نوع معادن بسیار غنی دنیاست.نوع کانه زایی در این منطقه به صورت پورفیری بوده و نوع سنگ منطقه از نوع گرانودیوریت و زمان تشکیل آن حدود .۲۵ میلیون سال پیش می‌باشد.
بخش‌های تولیدی مجتمع مس سرچشمه رفسنجان عبارت از معدن، تغلیظ، ذوب، پالایشگاه و ریخته‌گری‌ها و لیچینگ و اسید سولفوریک است.
کانسار مس سرچشمه از نوع پرفیری است. این معدن از بزرگ‌ترین معادن روباز جهان به‌شمار می‌رود. همچنین آغاز عملیات فاز دوم سرچشم (معدن سریدون) شروع شده که در حال خاکبرداری هستند که ذخایر قطعی شده ان پنج میلیارد متر مکعب میباشد و هرچند هنوز هم اطراف معدن در حال اکتشاف و نمونه برداری هستند که امید می‌رود مجموع ذخایر کلی معادن مس رفسنجان به بیش از 14 هزار میلیلرد تن ذخیره سولفوری اتبات شده برسد

## موقعیت جغرافیایی
معدن مس سرچشمه با مختصات "۲۰ '۵۲° ۵۵ طول شرقی و "۴۰ '۵۶° ۲۹ عرض شمالی در ۴۰ کیلومتری رفسنجان و ۱۸۰ کیلومتری جنوب غرب کرمان قرار دارد. این معدن از طریق جادهٔ آسفالته به رفسنجان، شهربابک و سیرجان مرتبط بوده و فاصله آن تا بندرعباس ۴۳۷ کیلومتر است. ارتفاع این ناحیه از سطح دریا به‌طور متوسط ۲۶۲۰ متر است و بلندترین نقطهٔ آن از سطح دریا ۳۲۸۰ متر ارتفاع دارد. تغییرات سالیانهٔ درجهٔ حرارت در این ناحیه از ۱۵- تا ۳۲+ درجهٔ سانتی‌گراد می‌باشد. میزان بارندگی در ارتفاعات ۵۵۰ میلی‌متر در سال گزارش شده و سرعت باد در این ناحیه گاهی به ببیش از ۱۰۰ کیلومتر در ساعت می‌رسد.

## زمین‌شناسی
سرچشمه یک اندیس فلزی است که در حوالی شهر رفسنجان استان کرمان قرار دارد و فلز اصلی با ارزش موجود در آن، مس است. در این معدن علاوه بر مس، عناصر با ارزش مولیبدن و طلا نیز وجود دارد. سنگ میزبان این اندیس سنگ‌های ولکانی _ رسوبی و گرانودیوریت است و دیرینگی آن به دوران ائوسن و بعد از آن می‌رسد. در این اندیس، پاراژنزهای کالکوپیریت، مالاکیت، کالکوسیت، کریزوکولا یافت می‌شوند.
این معدن از لحاظ زمین‌شناسی در بخش جنوب‌شرقی کمربند تکتونوماگمایی ایران مرکزی و در مجموعهٔ آتشفشانی - رسوبی پاریز از کمربند دهج - ساردوئیه در استان کرمان جای گرفته‌است.
زمین‌شناسی کانسار سرچشمه اولین بار توسط (Bazin and Hubner ۱۹۶۹) و سپس توسط (Waterman and Hamilton ۱۹۷۵) شرح داده شده‌است. کانسار سرچشمه تقریباً در قسمت مرکزی یک زون متشکل از مواد آتشفشانی و رسوبی چین‌خورده که با جهت عمومی شمال‌غرب - جنوب‌شرق از جنوب ترکیه تا بلوچستان ادامه دارد، واقع شده‌است. در محدودهٔ معدن گسل‌هایی با روند شمالی - جنوبی وجود دارند که این حرکات تکتونیکی به همراه ماگماتیسم منطقه مربوط به زمان کوارترنر می‌باشد.
معدن در دامنهٔ شمالی کوه مامرز قرار گرفته و سنگ‌های منطقه از کمپلکس‌های آتشفشانی - رسوبی، توده‌های نفوذی الیگومیوسن و گدازه‌های داسیتی کواترنر تشکیل یافته‌است. کمپلکس ائوسن از پیروکلاستیک‌هایی که توسط گدازه‌های تراکی‌آندزیتی و تراکی‌بازالتی دگرسان‌شده، ساخته شده‌است. این کمپلکس دچار چین‌خوردگی شده و طاقدیسی با روند شرقی - غربی در آن به‌وجود آمده‌است. توده‌های نفوذی گرانودیوریت‌های پورفیری هستند که دایک‌های بیشماری در آن‌ها تزریق شده‌است، جهت این دایک‌ها اکثراً حدود N25W است. منشأ این گرانودیوریت احتمالاً ماگمایی هیبرید می‌باشد.
توپوگرافی محل نیز به خوبی گسترش یافته و به علت فرسایش سریع سنگ هوازده، حوضهٔ وسیعی در اطراف کانسار گسترش یافته‌است. آب منطقه نیز توسط رودخانهٔ سرچشمه زهکشی می‌شود. تودهٔ معدنی کانسار سرچشمه به شکل عمومی یک بیضی با ابعاد ۲/۱×۲/۴ کیلومتر و عمق ۶/۱ کیلومتر می‌باشد.
== تاریخچه == این معدن از چند صد سال قبل در محدوده بخش پاریز شهرستان سیرجان بوده بوده که بعد از انقلاب در دوران ریاست جمهوری اکبر هاشمی زفسنجانی به شهرستان رفسنجان الحاق شد. و آثار زیادی وجود داشته که مردمان آن زمان در چهارصد الی هشتصد سال پیش در محدوده سرچشمه بصورت سنتی و دستی مس استخراج می‌کردند که میتوان به صنایع دستی مس و هنر قلم زنی در کرمان اشاره کرد. 
این محل از قدیم به‌دلیل جاری بودن آب‌های زنگاری‌رنگ و تشکیل رسوبات آبی‌رنگ در کف دره‌ها و جویبارها مورد توجه بوده‌است. این رسوبات نمک که سولفات مس می‌باشند، هم‌اکنون نیز در کف آبراهه‌های اطراف معدن قابل مشاهده می‌باشند. این کانسار برای اولین‌بار توسط برادران رضایی در سال ۱۹۲۸ کشف شد. اولین کارهای اکتشافی و پی‌جویی در سال ۱۹۶۶ توسط سازمان زمین‌شناسی کشور در این منطقه انجام شد. کارهای دقیق‌تر اکتشافی با حفاری‌هایی به‌طول ۱۲۰۰۰ متر ادامه یافت. عملیات معدن‌کاری در این معدن از سال ۱۳۴۵ با صدور پروانهٔ اکتشاف به نام «شرکت سهامی معادن » آغاز شد. در سال ۱۳۴۶ این شرکت به همراه یک شرکت مهندسی مشاور انگلیسی به تهیه نقشه‌های زمین‌شناسی منطقه به مقیاس ۱:۵۰۰۰۰ و ۱:۱۰۰۰۰ و ۱:۲۵۰۰ پرداخته و به‌دنبال آن شبکه حفاری ۲۰۰ متری بر روی نقشه ۱:۲۵۰۰ ایجاد شد.
با انحلال مشارکت شرکت‌های ایرانی - انگلیسی در سال ۱۳۴۹ ادامهٔ عملیات اکتشافی به «شرکت سهامی معادن مس سرچشمه » سپرده شد و این شرکت توانست تا سال ۱۳۵۴ عملیات حفاری عمقی در شبکه‌های ۱۰۰ متری قائم و ۵۰ متری زاویه‌دار را به انجام رساند.
در سال ۱۳۵۵، به دنبال تحولات پدید آمده در شیلی، شرکت آناکاندا (Anaconda) از کمپانی‌های اصلی بهره‌برداری مس شیلی، طی مشارکت با «شرکت ملی صنایع مس ایران» - که جایگزین شرکت سهامی معادن مس سرچشمه رفسنجان شده بود - طرح ۲۰ ساله بهره‌برداری از معدن و طراحی کارخانه را آغاز نمود که این برنامه‌ها با وقوع انقلاب اسلامی متوقف شد.
ادامهٔ فعالیت‌ها در سال ۱۳۵۷ توسط کارشناسان ایرانی پیگیری شد و آنان توانستند طی سال‌های ۱۳۶۰ تا ۱۳۶۲ به ترتیب واحدهای «معدن و تغلیظ»، «ذوب و ریخته‌گری»، «استحصال مولیبدن» و «پالایشگاه» را راه‌اندازی کنند.

## نحوه استخراج
استخراج در معدن سرچشمه بدین شکل است که پس از عملیات انفحار، سنگ معدن بر اساس نوع و مشخصات مربوطه توسط کامیون‌های بزرگ معدنی به محل مناسب انتقال می‌یابد و از آنجا با توجه به برنامه تولید معدن بارگیری و به سنگ‌شکن اولیه (از نوع ژیراتوری) منتقل می‌شود. پس از خردایش، خاک با دانه بندی ۱۰۰٪ زیر ۸ اینچ در انبار درشت با ظرفیت ۱۵۰ هزار تن ذخیره می‌گردد.
در حال حاضر و پس از انجام فاز اول توسعه معدن، میزان سنگ سولفوری قابل انتقال به سنگ‌شکن اولیه به سقف ۶۰ هزار تن در روز با عیار متوسط ۹/۰ درصد رسیده‌است که با اجرای فاز دوم توسعه، این میزان به حدود ۸۰ هزار تن در روز با عیار ۸/۵۰ درصد خواهد رسید.

### کارخانه تغلیظ شماره ۲
این کارخانه شامل سنگ‌شکن‌های ثانویه و ثالثیه، پرعیارکنی، مولیبدن، خشک کن و کارخانه پخت آهک است. خوراک مورد نیاز کارخانه تغلیظ با نوار نقاله از انبار درشت به بخش خردایش که شامل سنگ‌شکن‌های ثانویه مخروطی استاندارد و ثالثیه (سرکوتاه) است، وارد می‌شود و پس از خردایش، بر اساس دانه بندی به قسمت آسیا ارسال می‌گردد. در این قسمت، خاک به همراه برخی مواد افزودنی دیگر، در آسیاهای گلوله‌ای نرم شده و برای سایزبندی به هیدروسیکلون‌ها و از آنجا به سلول‌های رافر ارسال می‌شود.
محصول با ارزش این سلول‌ها کنسانتره‌است که به سلول‌های کلینر و سپس به سلول‌های ریکلینر می‌رود. کنسانتره مس – مولیبدن از سلول‌های ریکلینر به سمت تیکنر مس – مولیبدن و از آنجا به کارخانه مولیبدن ارسال می‌شود. کنسانتره مس جدا شده از مولیبدنیت به صورت دوغاب وارد تیکنرهای مس شده و پس از خشک کردن به انبار کنسانتره یا به محل اختلاط و آماده‌سازی خوراک کارخانه ذوب انتقال می‌یابد.

## وضعیت اسکان
از نظر تسهیلات زندگی در معدن یک شهرک با ۲۵۰۰ واحد مسکونی برای خانواده‌ها با مساحتی معادل ۲۸۰۰۰۰ متر مربع زیربنا برای سکونت ۲۵۰۰ خانوار احداث گردیده و ۱۵۰ دستگاه کاروان مسکونی با تجهیزات کامل جهت اسکان مجردین در نظر گرفته شده‌است.
این شهرک دارای تسهیلات آموزشی از قبیل مهدکودک، کودکستان، دبستان، راهنمایی و دبیرستان، مسجد، فروشگاه، رستوران، استادیوم ورزشی، بانک، سرویس‌های ایاب و ذهاب جهت کارکنان می‌باشد.
همچنین ادارات تأمین اجتماعی و بیمه‌های دیگر نیز در این شهرک دایر می‌باشد.

## وضعیت کنونی
در حال حاضر مجتمع مس سرچشمه اولین تولیدکنندهٔ مس در ایران است که تحت پوشش شرکت ملی صنایع مس ایران قرار دارد. بهره‌برداری از معدن از سال ۱۳۸۰ براساس طرح توسعهٔ معدن که توسط کارشناسان ایرانی تدوین شده، صورت می‌گیرد. میزان کانسنگ خروجی روزانه از جبهه‌های مختلف معدن که به روش روباز استخراج می‌شود ۴۱۰۰۰ تن و سالیانه حدود ۱۴ میلیون تن با عیار ۱٪ می‌باشد. میزان تولید نیز ۱۲۰۰۰۰ تن در سال بوده که در طرح توسعه به ۲۰۰۰۰۰ تن افزایش یافته‌است. براساس این طرح ظرفیت استخراج روزانه از حدود ۴۰۰۰۰ تن به ۸۰۰۰۰ تن رسیده و عمر مفید معدن با این طرح از ۱۵ سال به ۲۷ سال افزایش یافته و تا سال ۱۴۰۳ شمسی ادامه خواهد یافت.